# Campeonato Mundial de Natação em Piscina Curta de 2018 - 100 m peito masculino
A prova dos 100 metros nado peito masculino do Campeonato Mundial de Natação em Piscina Curta de 2018 foi disputado entre os dias 11 e 12 de dezembro de 2018, no Hangzhou Sports Park Stadium, em Hangzhou, na China. 

## Recordes
Antes desta competição, os recordes mundiais e do campeonato nesta prova eram os seguintes:
|                       | Nome                  | Nacionalidade | Tempo | Local  | Data                   |
| --------------------- | --------------------- | ------------- | ----- | ------ | ---------------------- |
| Recorde mundial       | Cameron van der Burgh | África do Sul | 55.61 | Berlim | 15 de novembro de 2009 |
| Recorde do campeonato | Felipe França Silva   | Brasil        | 56.29 | Doha   | 4 de dezembro de 2014  |

Os seguintes recordes mundiais ou do campeonato foram estabelecidos durante esta competição: 
| Data           | Evento | Nome                  | Nacionalidade | Tempo | Notas                 |
| -------------- | ------ | --------------------- | ------------- | ----- | --------------------- |
| 12 de dezembro | Final  | Cameron van der Burgh | África do Sul | 56.01 | Recorde do campeonato |

## Medalhistas
| Ouro                        | Prata                  | Bronze                |
| Cameron van der Burgh (RSA) | Ilya Shymanovich (BLR) | Yasuhiro Koseki (JPN) |

## Resultados

### Eliminatórias
As eliminatórias ocorreram dia 11 de dezembro com um total de 76 nadadores. 
| Colocação | Bateria | Raia | Nadador                 | Nacionalidade            | Tempo   | Notas |
| --------- | ------- | ---- | ----------------------- | ------------------------ | ------- | ----- |
| 1         | 6       | 5    | Ilya Shymanovich        | Bielorrússia             | 56.47   | Q     |
| 2         | 7       | 4    | Fabio Scozzoli          | Itália                   | 56.94   | Q     |
| 3         | 5       | 4    | Andrew Wilson           | Estados Unidos           | 57.01   | Q     |
| 4         | 8       | 6    | Wang Lizhuo             | China                    | 57.03   | Q     |
| 5         | 7       | 3    | Felipe Lima             | Brasil                   | 57.14   | Q     |
| 6         | 8       | 5    | Yasuhiro Koseki         | Japão                    | 57.15   | Q     |
| 7         | 8       | 4    | Kirill Prigoda          | Rússia                   | 57.17   | Q     |
| 8         | 7       | 6    | Nicolo Martinenghi      | Itália                   | 57.27   | Q     |
| 9         | 7       | 2    | Cameron van der Burgh   | África do Sul            | 57.39   | Q     |
| 10        | 8       | 3    | Arno Kamminga           | Países Baixos            | 57.41   | Q     |
| 11        | 6       | 6    | Hayato Watanabe         | Japão                    | 57.53   | Q     |
| 12        | 5       | 3    | Anton Sveinn McKee      | Islândia                 | 57.57   | Q     |
| 12        | 6       | 3    | Fabian Schwingenschlögl | Alemanha                 | 57.57   | Q     |
| 14        | 7       | 1    | Marco Koch              | Alemanha                 | 57.60   | Q     |
| 15        | 8       | 2    | João Gomes Júnior       | Brasil                   | 57.62   | Q     |
| 16        | 6       | 2    | Michael Andrew          | Estados Unidos           | 57.63   | Q     |
| 17        | 7       | 5    | Yan Zibei               | China                    | 57.65   |       |
| 18        | 6       | 0    | Hüseyin Emre Sakçı      | Turquia                  | 57.76   |       |
| 19        | 8       | 1    | Erik Persson            | Suécia                   | 57.83   |       |
| 20        | 6       | 4    | Oleg Kostin             | Rússia                   | 57.85   |       |
| 21        | 7       | 9    | Tomáš Klobučník         | Eslováquia               | 58.11   |       |
| 22        | 7       | 7    | Andrius Šidlauskas      | Lituânia                 | 58.20   |       |
| 23        | 8       | 7    | Giedrius Titenis        | Lituânia                 | 58.50   |       |
| 24        | 6       | 1    | Grayson Bell            | Austrália                | 58.54   |       |
| 25        | 6       | 8    | Martin Allikvee         | Estónia                  | 58.61   |       |
| 25        | 7       | 0    | Yannick Käser           | Suíça                    | 58.61   |       |
| 27        | 8       | 0    | Thibaut Capitaine       | França                   | 58.72   |       |
| 28        | 6       | 7    | Peter John Stevens      | Eslovênia                | 58.73   |       |
| 29        | 8       | 9    | Dávid Horváth           | Hungria                  | 58.86   |       |
| 30        | 5       | 6    | Darragh Greene          | Irlanda                  | 58.91   |       |
| 30        | 7       | 8    | Chao Man Hou            | Macau                    | 58.91   |       |
| 32        | 5       | 1    | Carlos Claverie         | Venezuela                | 58.98   |       |
| 33        | 6       | 9    | Renato Prono            | Paraguai                 | 59.35   |       |
| 34        | 4       | 2    | Édgar Crespo            | Panamá                   | 59.40   |       |
| 35        | 5       | 9    | Youssef El-Kamash       | Egito                    | 59.61   |       |
| 36        | 5       | 5    | Nikola Obrovac          | Croácia                  | 59.86   |       |
| 37        | 5       | 8    | Lyubomir Epitropov      | Bulgária                 | 59.92   |       |
| 38        | 5       | 2    | Azad Al-Barzi           | Síria                    | 1:00.05 |       |
| 39        | 1       | 5    | Cai Bing-rong           | Taipé Chinesa            | 1:00.09 |       |
| 40        | 4       | 5    | Carlos Mahecha          | Colômbia                 | 1:00.31 |       |
| 41        | 4       | 6    | Denis Petrashov         | Quirguistão              | 1:00.49 |       |
| 42        | 5       | 7    | Martin Melconian        | Uruguai                  | 1:00.67 |       |
| 43        | 4       | 4    | Mykyta Koptielov        | Ucrânia                  | 1:00.98 |       |
| 44        | 5       | 0    | George Schroder         | Nova Zelândia            | 1:01.09 |       |
| 45        | 4       | 7    | Taichi Vakasama         | Fiji                     | 1:01.16 |       |
| 46        | 4       | 0    | Santiago Cavanagh       | Bolívia                  | 1:01.29 |       |
| 47        | 4       | 1    | Adriel Sanes            | Ilhas Virgens Americanas | 1:01.87 |       |
| 47        | 4       | 3    | Serginni Marten         | Curaçau                  | 1:01.87 |       |
| 49        | 2       | 9    | Benjamin Schulte        | Guam                     | 1:02.01 |       |
| 50        | 3       | 5    | Sebastien Kouma         | Mali                     | 1:02.11 |       |
| 51        | 3       | 3    | Arnoldo Herrera         | Costa Rica               | 1:02.20 |       |
| 52        | 4       | 9    | Amro Al-Wir             | Jordânia                 | 1:02.78 |       |
| 53        | 1       | 4    | Zandanbal Gunsennorov   | Mongólia                 | 1:02.93 |       |
| 54        | 3       | 6    | Ronan Wantenaar         | Namíbia                  | 1:03.51 |       |
| 55        | 3       | 0    | Samuele Rossi           | Seicheles                | 1:03.52 |       |
| 56        | 3       | 2    | Liam Davis              | Zimbabwe                 | 1:03.93 |       |
| 57        | 3       | 1    | Filipe Gomes            | Malawi                   | 1:04.18 |       |
| 57        | 3       | 4    | Ludovico Corsini        | Moçambique               | 1:04.18 |       |
| 59        | 4       | 8    | Michael Stafrace        | Malta                    | 1:04.19 |       |
| 60        | 2       | 3    | Muis Ahmad              | Bahrein                  | 1:04.45 |       |
| 61        | 3       | 7    | Alexandros Axiotis      | Zâmbia                   | 1:04.58 |       |
| 62        | 3       | 8    | Mario Ervedosa          | Angola                   | 1:04.60 |       |
| 63        | 3       | 9    | Leonard Kalate          | Papua-Nova Guiné         | 1:04.89 |       |
| 64        | 2       | 5    | Brandon Cheong          | Aruba                    | 1:05.48 |       |
| 65        | 2       | 4    | Patrick Pelegrina Cuén  | Andorra                  | 1:05.60 |       |
| 66        | 2       | 7    | Shane Cadogan           | São Vicente e Granadinas | 1:05.78 |       |
| 67        | 2       | 6    | Vali Israfilov          | Azerbaijão               | 1:07.29 |       |
| 68        | 1       | 3    | Abdulmalik Ben Musa     | Líbia                    | 1:08.59 |       |
| 69        | 2       | 0    | Luke Haywood            | Turcas e Caicos          | 1:09.30 |       |
| 70        | 1       | 2    | Shuvam Shrestha         | Nepal                    | 1:09.43 |       |
| 71        | 2       | 1    | Yaya Yeressa            | Guiné                    | 1:15.15 |       |
| 72        | 2       | 8    | Gildas Koumondji        | Benim                    | 1:21.44 |       |
| 73        | 1       | 7    | Ebenezer Osabutey       | Gana                     | 1:24.49 |       |
| 74        | 1       | 6    | Ramah Arifi             | Afeganistão              | DSQ     |       |
| 74        | 2       | 2    | Nkosi Dunwoody          | Barbados                 | DSQ     |       |
| 74        | 8       | 8    | Ari-Pekka Liukkonen     | Finlândia                | DSQ     |       |

### Semifinal
A semifinal ocorreu dia 11 de dezembro. 
Semifinal 1
| Colocação | Raia | Nadador            | Nacionalidade  | Tempo | Notas |
| --------- | ---- | ------------------ | -------------- | ----- | ----- |
| 1         | 4    | Fabio Scozzoli     | Itália         | 56.30 | Q     |
| 2         | 3    | Yasuhiro Koseki    | Japão          | 56.42 | Q     |
| 3         | 5    | Wang Lizhuo        | China          | 56.89 | Q     |
| 4         | 2    | Arno Kamminga      | Países Baixos  | 57.09 | Q     |
| 5         | 8    | Michael Andrew     | Estados Unidos | 57.24 |       |
| 6         | 1    | Marco Koch         | Alemanha       | 57.39 |       |
| 7         | 6    | Nicolo Martinenghi | Itália         | 57.47 |       |
| 8         | 7    | Anton Sveinn McKee | Islândia       | 57.94 |       |

Semifinal 2
| Colocação | Raia | Nadador                 | Nacionalidade  | Tempo | Notas |
| --------- | ---- | ----------------------- | -------------- | ----- | ----- |
| 1         | 6    | Kirill Prigoda          | Rússia         | 56.31 | Q     |
| 2         | 4    | Ilya Shymanovich        | Bielorrússia   | 56.43 | Q     |
| 3         | 2    | Cameron van der Burgh   | África do Sul  | 56.90 | Q     |
| 4         | 5    | Andrew Wilson           | Estados Unidos | 56.92 | Q     |
| 5         | 1    | Fabian Schwingenschlögl | Alemanha       | 57.21 |       |
| 6         | 8    | João Gomes Júnior       | Brasil         | 57.26 |       |
| 7         | 3    | Felipe Lima             | Brasil         | 57.30 |       |
| 8         | 7    | Hayato Watanabe         | Japão          | 57.51 |       |

### Final
A final foi realizada em 12 de dezembro. 
| Colocação         | Raia | Nadador               | Nacionalidade  | Tempo | Notas                 |
| ----------------- | ---- | --------------------- | -------------- | ----- | --------------------- |
| Medalha de ouro   | 7    | Cameron van der Burgh | África do Sul  | 56.01 | Recorde do campeonato |
| Medalha de prata  | 6    | Ilya Shymanovich      | Bielorrússia   | 56.10 | Recorde nacional      |
| Medalha de bronze | 3    | Yasuhiro Koseki       | Japão          | 56.13 | Recorde asiático      |
| 4                 | 4    | Fabio Scozzoli        | Itália         | 56.48 |                       |
| 5                 | 5    | Kirill Prigoda        | Rússia         | 56.56 |                       |
| 6                 | 2    | Wang Lizhuo           | China          | 56.91 |                       |
| 7                 | 8    | Arno Kamminga         | Países Baixos  | 57.10 |                       |
| 8                 | 1    | Andrew Wilson         | Estados Unidos | 57.19 |                       |

Legenda
| Recorde mundial       | Recorde mundial (World record)               |                       | Recorde africano                      | Recorde africano (African) |                                           | Q | Classificado por posição (Qualified) |
| Recorde do campeonato | Recorde do campeonato (Championship record)  | Recorde da América    | Recorde da América (Americas)         | q                          | Classificado por melhor tempo (Qualified) |   |                                      |
| Melhor marca do ano   | Melhor marca do ano (World leading)          | Recorde asiático      | Recorde asiático (Asian)              | DNS                        | Não largou (Did not start)                |   |                                      |
| Recorde nacional      | Recorde nacional (National record)           | Recorde europeu       | Recorde europeu (European)            | DNF                        | Não terminou (Did not finish)             |   |                                      |
| Recorde pessoal       | Recorde pessoal do atleta (Personal best)    | Recorde da Oceania    | Recorde da Oceania (Oceania)          | DSQ / DQ                   | Desclassificado (Disqualified)            |   |                                      |
| Recorde da temporada  | Recorde da temporada do atleta (Season best) | Recorde sul-americano | Recorde sul-americano (South America) | NM                         | Sem marca (No mark)                       |   |                                      |